# ديان رووي
ديان رووي (بالإنجليزية: Diane Schöler)‏ هي لاعبة تنس الطاولة بريطانية، ولدت في 14 أبريل 1933 في إنجلترا في المملكة المتحدة.